# Tenala kyrka
Tenala kyrka är en kyrkobyggnad i Tenala, Raseborgs stad, Finland. Kyrkan tillhör Ekenäsnejdens svenska församling inom Borgå stift. 
Tenala kyrksocken är en av de västnyländska stamsocknarna som härstammar från 1200-talet. Tenala nämns första gången år 1329.

## Kyrkobyggnaden
Kyrkan uppfördes 1460-1480 i gråsten och är välbevarad så när som på yttertaket, vilket fick sin nuvarande låga form 1812. Planen består av ett treskeppigt långhus och en sakristia. Tidigare fanns även ett vapenhus, som dock revs 1798. Kalkmålningarna är inte från medeltiden, utan utfördes under stormaktstiden omkring 1675. 
Byggnaden genomgick en grundlig restaurering 1984-1986. 

## Inventarier
Bland inventarierna finns en träskulptur föreställande Sankt Olof från 1300-talet, en mekanisk Zachariasén-orgel från 1887 samt predikstolen från 1655. Det gamla stödet för predikstolen, i form av en jätte, finns bevarat i kyrkan.

## Galleri

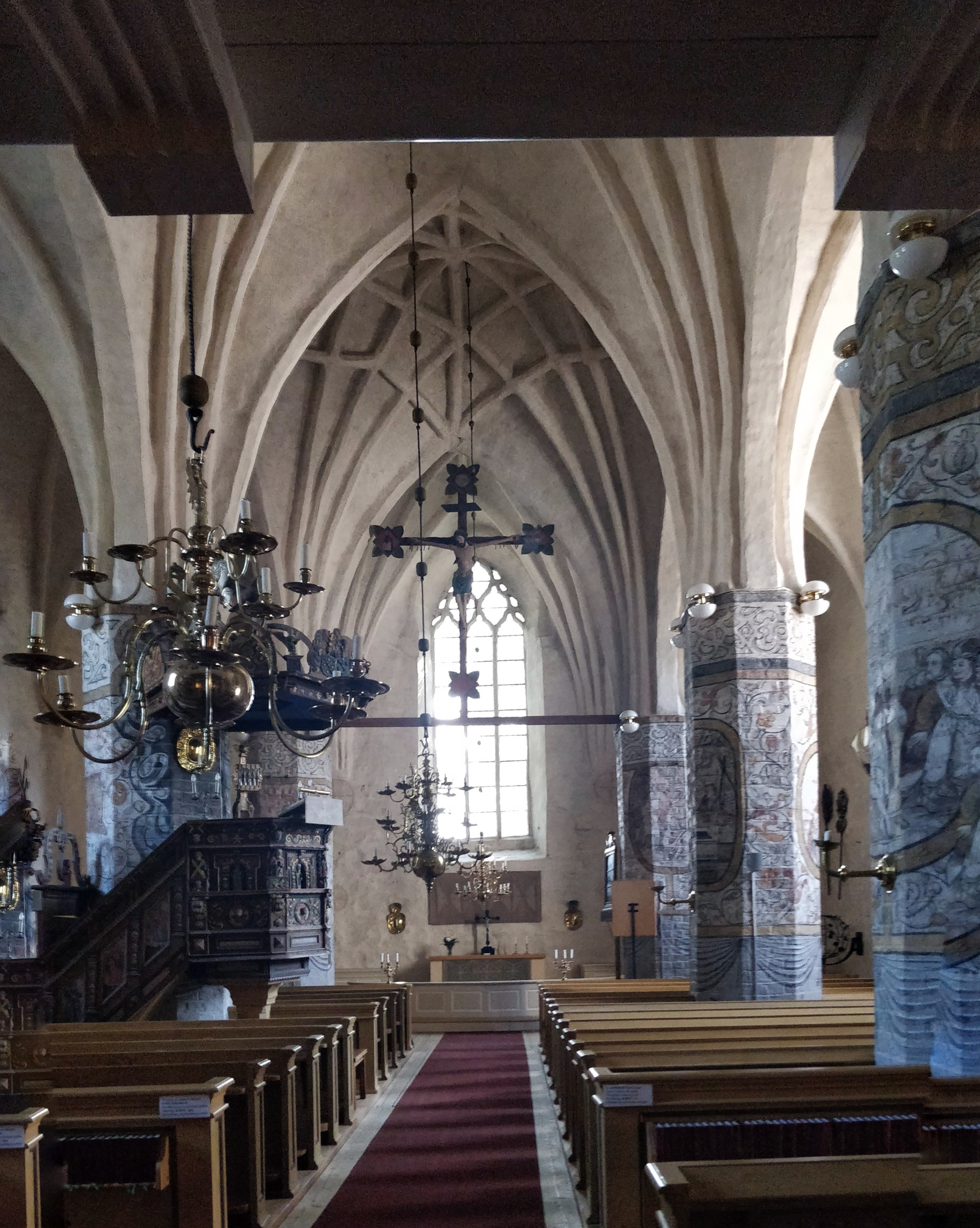
Interiör
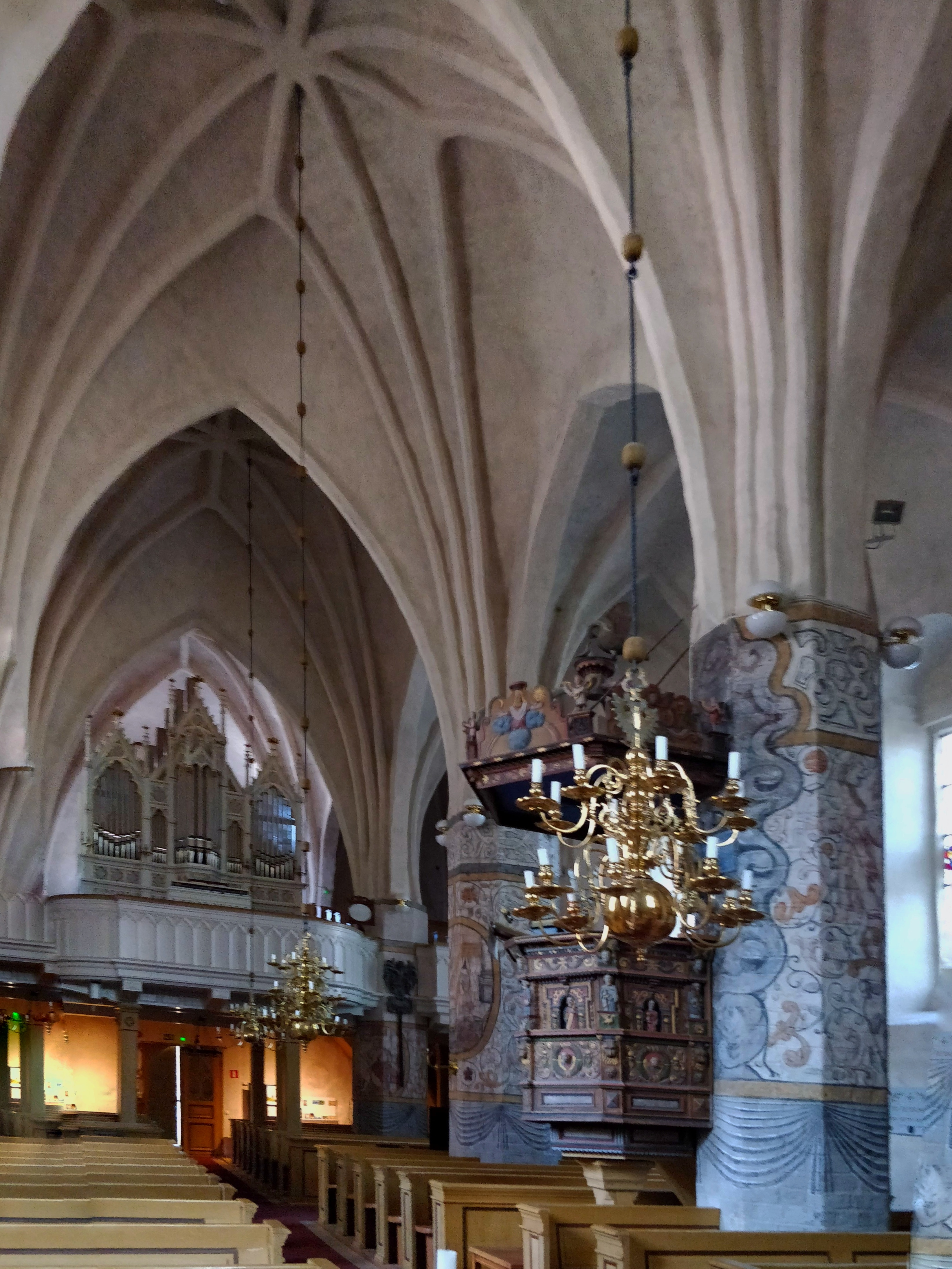
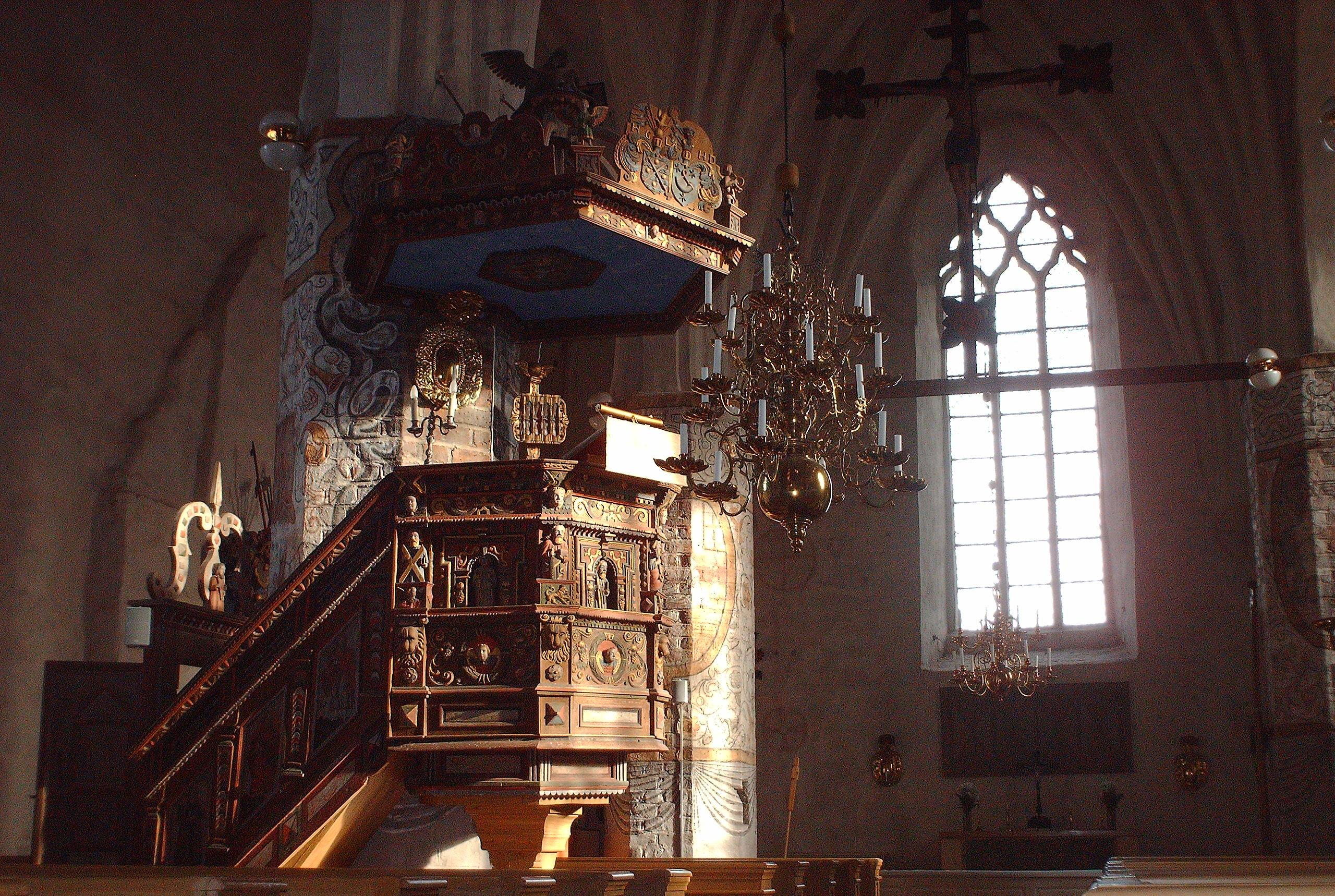